# Saint-Germain-de-Montbron
Saint-Germain-de-Montbron é uma comuna francesa na região administrativa da Nova Aquitânia, no departamento de Charente. Estende-se por uma área de 14,91 km². Em 2010 a comuna tinha 486 habitantes (densidade: 32,6 hab./km²).